# Henri III (roi de France)
Pour les articles homonymes, voir Henri III, Henri d'Anjou et Henri Ier.
Ne doit pas être confondu avec Henri Valois.
Henri III, né le 19 septembre 1551 à Fontainebleau et mort assassiné le 2 août 1589 à Saint-Cloud, est souverain de la nouvelle république des Deux Nations de 1573 à 1575 — sous les noms de Henryk Walezy, roi de Pologne, et de Henrikas Valua, grand-duc de Lituanie — et roi de France de 1574 à 1589. Il est le dernier monarque de la dynastie des Valois et le premier Capétien mort assassiné.
Quatrième fils du roi Henri II et de la reine Catherine de Médicis, Henri n'est pas destiné à la couronne. Sous le règne de son frère Charles IX, il s'illustre comme chef de l'armée royale en remportant sur les protestants les batailles de Jarnac et de Moncontour. À l'âge de 21 ans, il se porte candidat pour le trône de la nouvelle république des Deux Nations et est élu. Son règne est bref, puisqu'à l'annonce de la mort de son frère, sans descendant mâle, il abandonne son royaume pour lui succéder sur le trône de France.
En devenant roi de France, Henri III hérite d'un royaume divisé où son autorité n'est que partiellement reconnue. Son règne est marqué par d’importants problèmes religieux, politiques et économiques. Quatre guerres de Religion se déroulent sous son règne. Henri III doit faire face à des partis politiques et religieux soutenus par des puissances étrangères qui finissent par venir à bout de son autorité : le parti des Malcontents, le parti des protestants et, enfin, la Ligue catholique. Henri III meurt en 1589 à Saint-Cloud après avoir été poignardé par le dominicain Jacques Clément, qui voulait venger le chef de la ligue, le duc Henri Ier de Guise, assassiné sur ordre royal l'année précédente.
L'emblème d'Henri III est constitué de trois couronnes, symbolisant les royaumes de France et de Pologne ainsi qu'une devise qui explique la troisième couronne : « Manet ultima cælo » (« La dernière se trouve au ciel »).

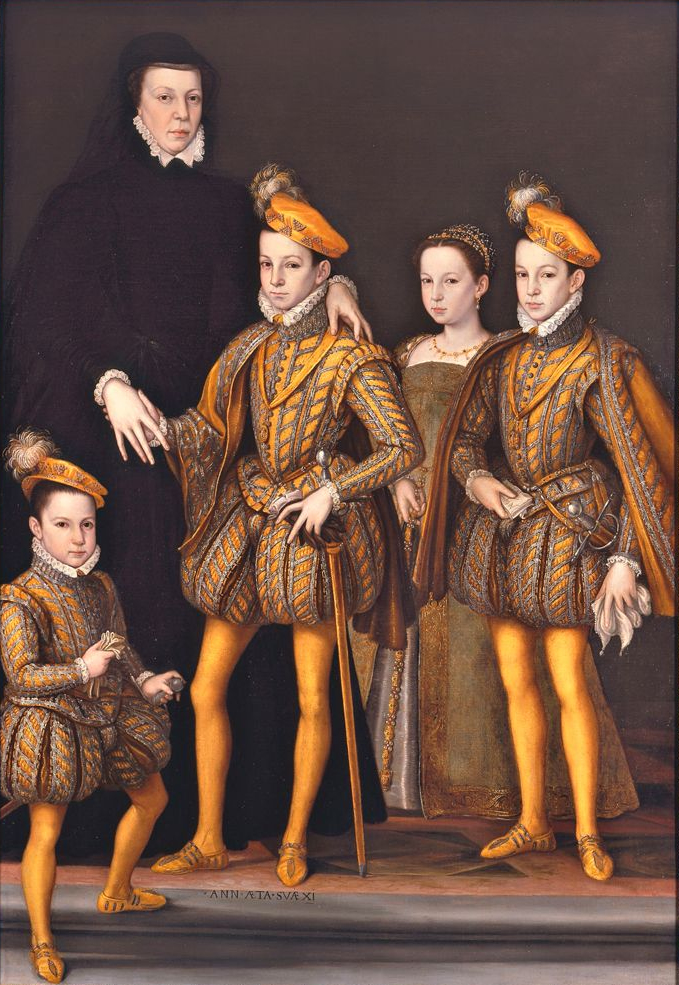
Catherine de Médicis, avec ses enfants, le jeune roi Charles IX, Henri (futur Henri III), alors duc d'Orléans, François, futur duc d'Alençon et leur sœur Marguerite (future reine, épouse d'Henri IV), 1661, atelier de François Clouet.

## Premières années

### Jeunesse

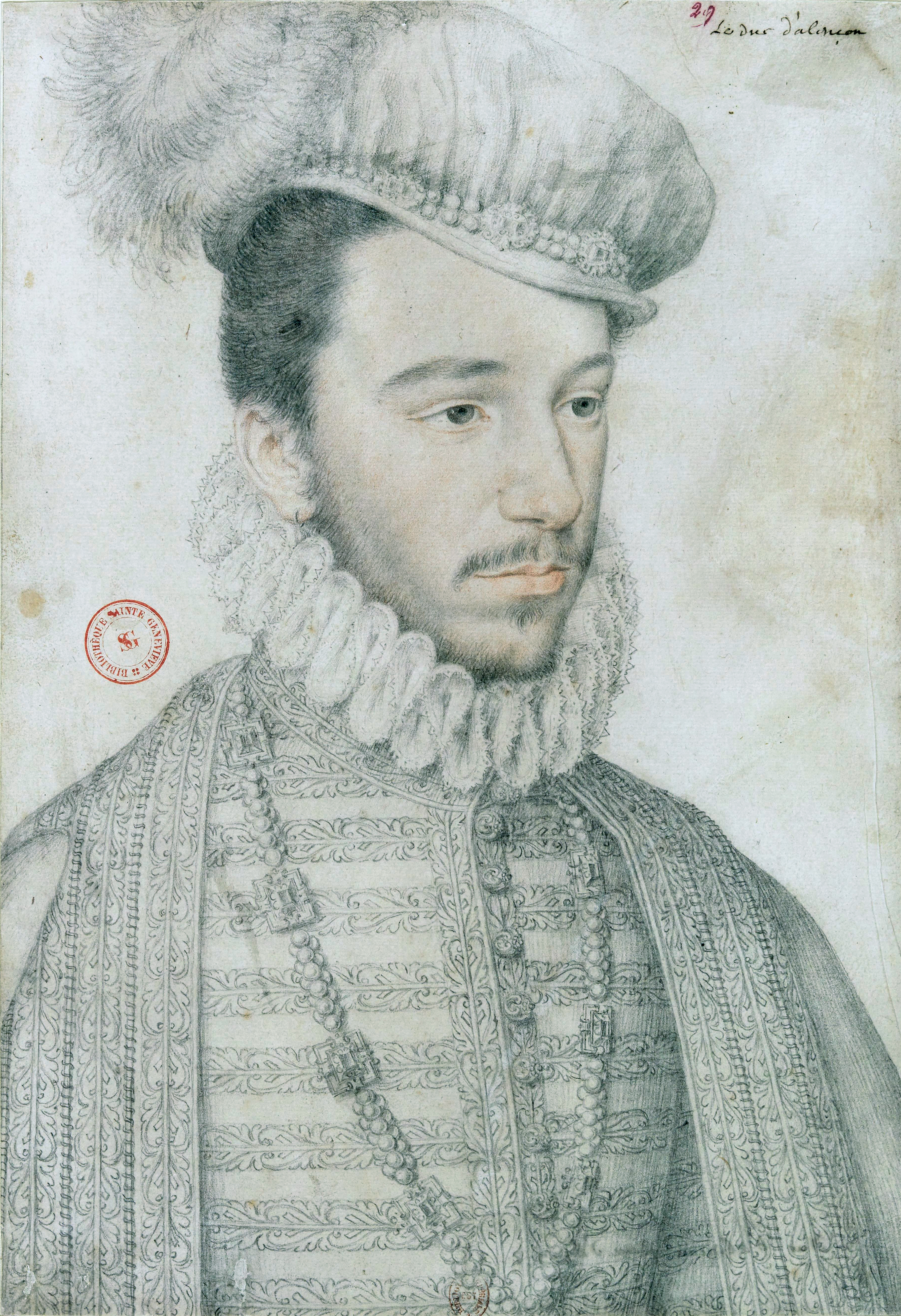
Henri, duc d'Anjou. Le jeune prince se fait remarquer par son élégance et l'entretien de son apparence.
Portrait au crayon par Jean Decourt, Paris, BnF, département des estampes, vers 1570.

Quatrième fils du roi Henri II et de la reine Catherine de Médicis, le nouveau-né est baptisé le 5 décembre dans la chapelle haute Saint-Saturnin (Fontainebleau) sous le prénom d'Alexandre Édouard (prénoms de ses deux parrains, le cardinal Alexandre Farnèse, allié des Français en Italie, et le jeune roi Édouard VI d'Angleterre ; il a pour marraines Jeanne d'Albret, duchesse de Vendôme, et Marguerite de Montferrat, duchesse de Mantoue) et est titré duc d'Angoulême. En 1560, à l'avènement de son frère Charles IX, il devient duc d'Orléans. Il prend lors de sa confirmation à Toulouse, le 17 mars 1565, le prénom de son père : Henri. Le 8 février 1566, il devient duc d'Anjou.
Jusqu'à la mort de son père, Henri grandit avec ses frères et sœurs aux châteaux de Blois et d'Amboise. Au sortir de la petite enfance, il est confié à deux précepteurs connus pour leur humanisme, Jacques Amyot et François de Carnavalet. C'est auprès d'eux qu'il apprend à aimer les lettres et les discussions intellectuelles.
Il exerce très tôt son rôle de prince royal. À 9 ans, il siège à côté de son frère le roi Charles IX aux états généraux de 1560. Il l'accompagne ensuite dans son grand tour de France et en 1565, à l'âge de 14 ans, il se voit chargé, à l'occasion de l'entrevue de Bayonne, d'aller en Espagne chercher sa sœur la reine Élisabeth.
En grandissant, il devient l'enfant préféré de sa mère Catherine de Médicis, qui désire qu'Henri devienne le plus ferme appui de la royauté. Le 12 novembre 1567, jour de la mort du connétable Anne de Montmorency, le jeune prince est nommé lieutenant général du Royaume, haute charge militaire qui fait de lui le chef des armées royales. À 16 ans, le duc d'Anjou devient ainsi « une sorte d’alter ego du monarque », destinataire des doubles de toutes les dépêches. Bien qu'Henri commande officiellement l'armée, l'autorité effective reste toutefois assumée par Gaspard de Saulx-Tavannes, lieutenant général de Bourgogne et seigneur catholique rompu à l'art de la guerre. Cette nomination contrarie les ambitions politiques du prince Louis de Condé, qui convoitait également cette charge. Leur mauvaise entente pousse Condé, également chef des protestants, à quitter la cour et à rouvrir les hostilités.
Henri s'investit alors personnellement durant les deuxième et troisième guerres de Religion. Conseillé par Gaspard de Saulx-Tavannes, il s'illustre en remportant la bataille de Jarnac, au cours de laquelle Condé est assassiné en 1569 par Joseph-François de Montesquiou, capitaine de ses gardes, puis celle de Moncontour. Henri laisse la dépouille princière être tournée en ridicule par le peuple et promenée pendant deux jours sur une ânesse, s'attirant ainsi la rancœur d'Henri Ier de Bourbon-Condé, le fils et successeur de Louis.
Les hauts faits militaires d'Henri durant la guerre développent sa réputation en Europe tout en attisant la jalousie du roi son frère, à peine plus âgé que lui. Sa grâce et sa popularité, ainsi que sa pratique de l'ingérence politique, irritent Charles IX, avec qui Henri s'entend de plus en plus mal.
Très tôt, le duc d'Anjou est confronté à la politique. Plus proche des Guise que des Montmorency, il prône au sein du conseil royal — où sa mère l'a introduit — une politique de rigueur contre les protestants. Son ambition de gouverner et ses aptitudes à le faire font de lui, aux yeux de ses contemporains, un successeur potentiel très attendu. Catherine de Médicis nourrit l'ambition de lui faire épouser une haute princesse, mais Henri n'a d'yeux que pour la belle Marie de Clèves. Tandis que la reine mère persiste à vouloir donner à son fils une couronne royale en Europe, les tractations avec Élisabeth Ire, reine d'Angleterre, échouent à cause des exigences religieuses du prince.
Durant les épisodes de la Saint-Barthélemy, Henri prend parti pour une action contre les chefs protestants : s'il n'est pas possible de prouver sa présence dans les rues au moment du massacre, il est en revanche certain que ses hommes participent activement au meurtre des militaires protestants,,.
En janvier 1573, le roi lui confie le commandement de l'armée pour s'emparer de la ville de La Rochelle, capitale du protestantisme français. Malgré les moyens utilisés et huit tentatives d’assaut meurtrières, le siège s'avère un échec. Les pertes du côté catholique sont importantes (environ 4 000 hommes) et Henri lui-même est blessé. La trêve est sonnée quand Henri apprend de sa mère qu'il a été élu roi de Pologne.

### Roi de Pologne et grand-duc de Lituanie

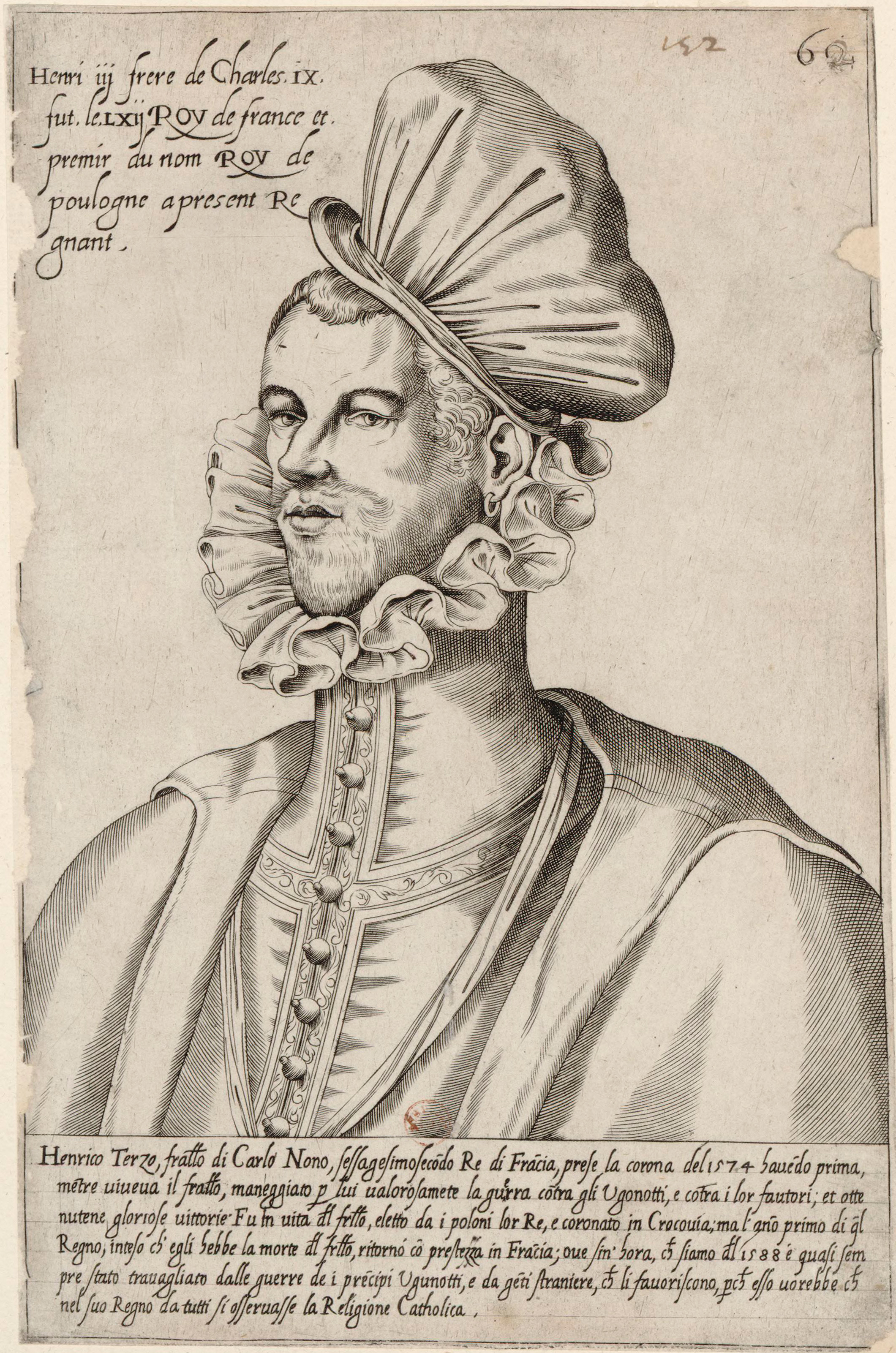
, Paris, BnF, département des estampes, XVIe siècle.

La reine Catherine envoie l'évêque de Valence, Jean de Monluc, accompagné de son secrétaire Jean Choisnin, conseiller du roi, en ambassade extraordinaire pour soutenir devant la Diète la candidature de son fils au trône polonais, lors de l'élection libre de 1573. Grâce à son talent de diplomate, l'évêque iréniste Monluc réussit à convaincre les 40 000 nobles électeurs (catholiques et calvinistes, malgré la nouvelle du massacre de la Saint-Barthélemy qui compromet les chances d'Henri). Le 11 mai 1573, Henri est élu roi de la Rzeczpospolita de Pologne-Lituanie sous le nom d'Henri de Valois (Henryk Walezy). Le 19 août 1573, une grande délégation polonaise composée de 10 ambassadeurs et 250 est expédiée en France pour aller le chercher. Le nouveau roi est obligé de signer la première Pacta Conventa et les Articles du Roi Henry (Artykuły Henrykowskie), que tous les souverains polono-lituaniens de l’avenir auront à respecter. Selon ces documents Henri doit arrêter les persécutions contre les protestants en France et estimer la tolérance religieuse en Pologne conforme à la Confédération de Varsovie (Konfederacja Warszawska, 1573). Henri, aucunement pressé de quitter la France, fait traîner son départ mais doit s'exécuter devant les exigences du roi son frère, à qui il fait ses adieux en décembre 1573.
Parti de Fontainebleau, il arrive à Cracovie le 18 février 1574 après une traversée assez difficile des pays allemands. Il est accompagné par une troupe nombreuse de gentilshommes de qualité : Albert de Gondi, René de Villequier, Louis de Gonzague, Charles de Mayenne, François d'O.
Le 21 février, le jeune prince de 23 ans est sacré roi dans la cathédrale Saint-Stanislas, mais refuse d'épouser Anna Jagellon, sœur de Sigismond II Auguste, une femme quinquagénaire qu'il juge « laide ».
Il apprend par une lettre le 14 juin 1574 la mort de son frère Charles, et songe alors à quitter la Pologne. Un roi de Pologne ne jouit pas d'autant de pouvoir qu'un roi de France et Henri regrette la cour de France réputée dans toute l'Europe pour ses fêtes. Sans la permission de la diète de Pologne, il s'échappe en catimini dans la nuit du 18 juin 1574 du palais royal du Wawel. Il fut poursuivi jusqu'à la ville silésienne de Fryštát, où il passa la nuit, puis continua à travers la Moravie jusqu'à Paris.
À Wawel, les Français furent initiés aux nouvelles installations septiques, dans lesquelles la litière (excréments) est emportée à l'extérieur des murs du château. De retour en France, Henri aurait voulu ordonner la construction de telles installations au Louvre et dans d'autres palais,,,,,[réf. à confirmer].

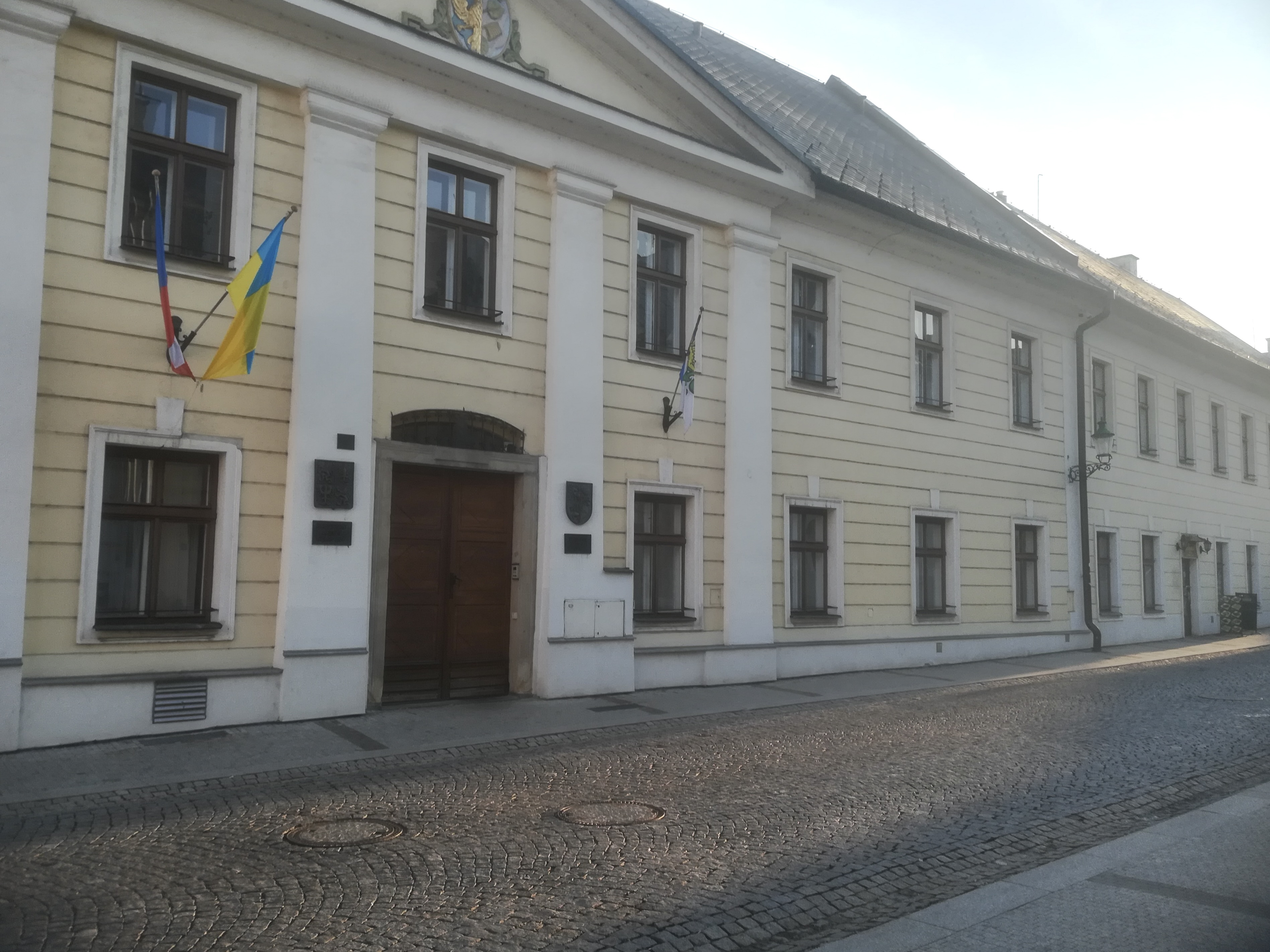
Le bâtiment où Henri passa la nuit à Fryštát lors de son évasion de Cracovie.

Après un interrègne de dix-huit mois, la diète élit un nouveau roi de Pologne en la personne d'Étienne Báthory, prince de Transylvanie (1575).

### Retour en France

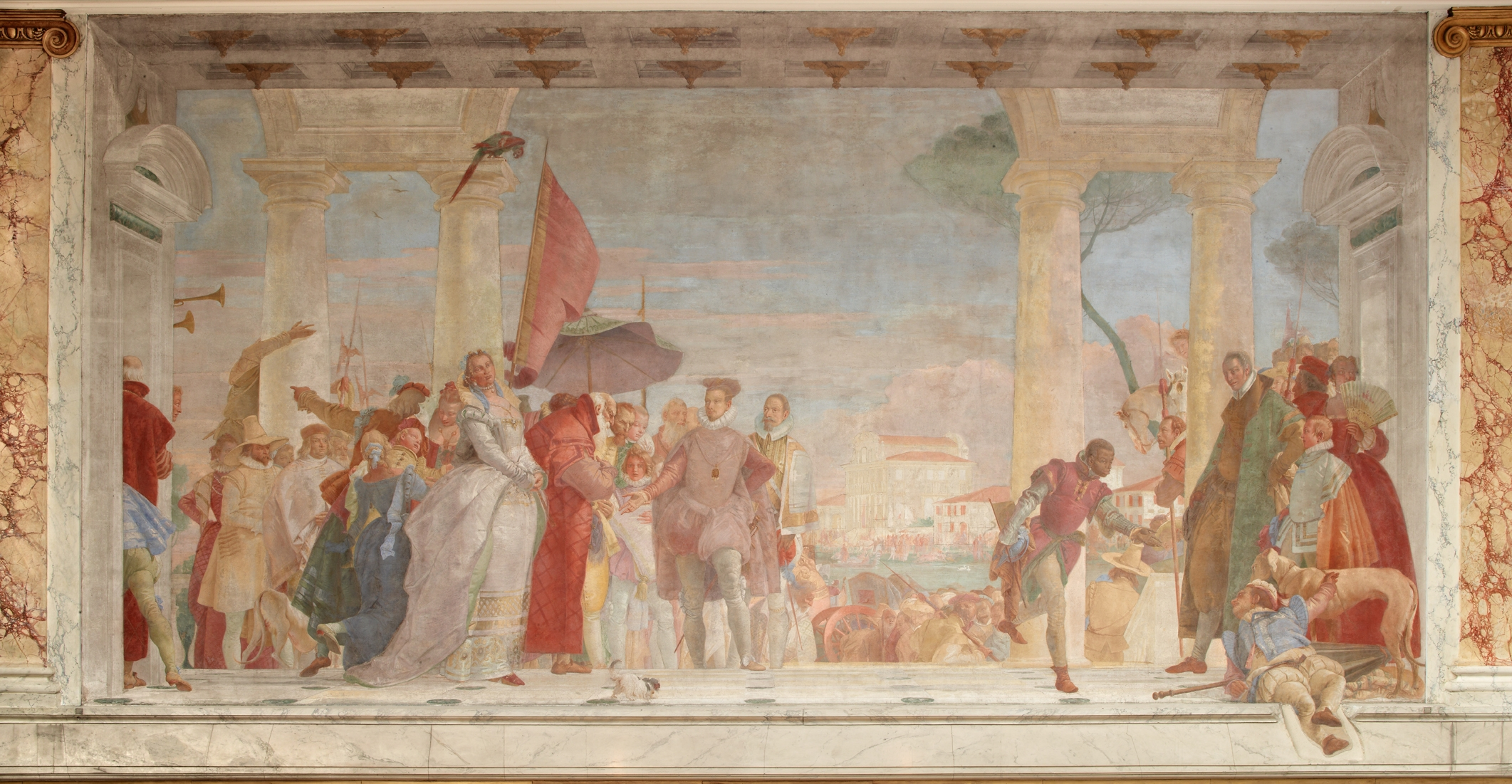
reçu à la Villa Contarini.
Fresque marouflée sur toile de Giambattista Tiepolo, vers 1745, Paris, musée Jacquemart-André.

Henri arrive à Vienne en Autriche, le 23 juin où il rencontre l'empereur Maximilien II. La capitale autrichienne l'accueille avec faste et il y dépense près de 150 000 écus. Il atteint ensuite l'Italie et s'y arrête plus longuement.

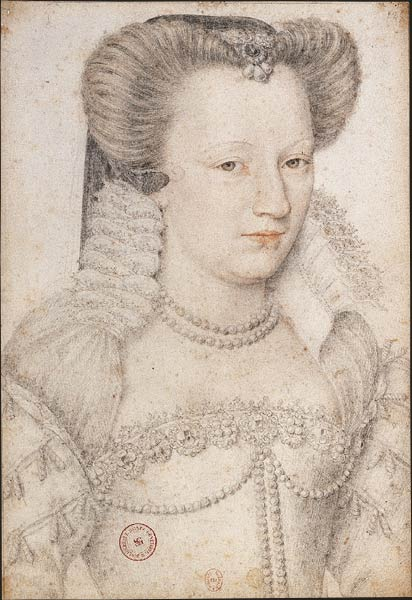
Louise de Lorraine, vers 1575.

La magnificence avec laquelle la république de Venise le reçoit à son tour émerveille le jeune souverain. Il a peut-être là une brève liaison avec la courtisane Veronica Franco.[évasif]
Il passe ensuite à Padoue, Ferrare et Mantoue. En août, il est à Monza où il rencontre l'archevêque de Milan, Charles Borromée, qui l'impressionne vivement. À Turin, il retrouve sa tante Marguerite de France, puis le duc de Savoie vient le chercher pour l'emmener à Chambéry. Il traverse donc les Alpes à bord d'une litière vitrée. Il rapporte certaines modes, notamment - selon la légende - celle de la fourchette.
Il arrive à Chambéry le 2 septembre 1574 où il retrouve son frère François, duc d'Alençon et son cousin et beau-frère Henri III, roi de Navarre. Le 6 septembre, il est accueilli à Lyon par sa mère. Il souhaite l'annulation du mariage de Marie de Clèves afin de l'épouser, mais le 30 octobre, alors qu'il vient d'arriver en Avignon, il apprend la mort de celle-ci. Cette nouvelle l'anéantit et il refuse de s'alimenter pendant dix jours.
Revenu à Paris et devant se marier, il ne pense pas à un mariage avec une archiduchesse d'Autriche ou une infante de Portugal ou d'Espagne, mais à la belle et sage princesse de Lorraine, rencontrée à la cour de Nancy, et fait demander sa main. La reine-mère considère comme un choix risqué ce mariage alors que les Guise — autres princes de Lorraine — sont puissants à la cour.
Le 13 février 1575, Henri « troisième du nom » est sacré dans la cathédrale de Reims par le cardinal de Guise. Lors du sacre, la couronne de sacre manque à plusieurs reprises de tomber de la tête du nouveau souverain et les célébrants oublient de faire jouer le Te Deum, ce qui peut paraître à certains pour un mauvais présage. Le 15 février, il épouse Louise de Lorraine-Vaudémont-Nomény, princesse de Lorraine. Il n'a pas d'enfant de ce mariage d'amour.

## Roi de France

### Le début d'un règne marqué par la guerre

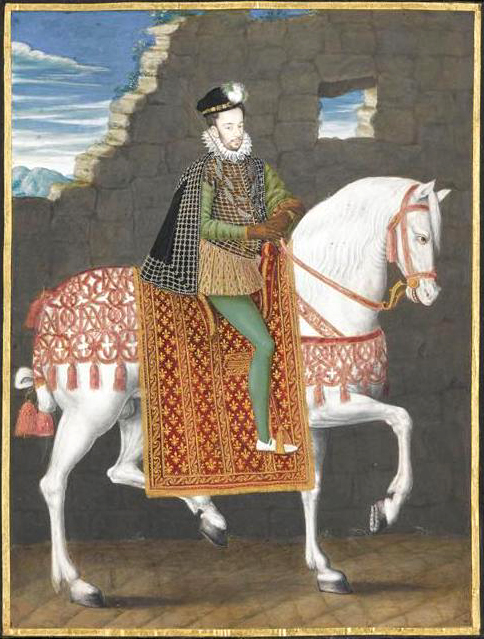
Portrait équestre du roi.
Chantilly, musée Condé, XVIe siècle.
Lors de son avènement, le souverain apparaît sur un fond de ruines comme l'élu qui restaurera la France.

Dès son avènement, Henri III se voit confronté à la guerre menée par Henri de Montmorency, comte de Damville, dit roi du Languedoc. À la Cour, il doit faire face aux complots fomentés par son frère François d'Alençon, qui mène le parti « des Malcontents », et le roi de Navarre, le futur Henri IV, lesquels finissent par s'enfuir de la cour et prendre les armes. Tandis qu'Alençon s'allie avec le parti protestant, le roi de Navarre retourne à la religion calviniste. La campagne qui s'engage alors s'avère désastreuse pour le roi. Le prince de Condé a fait appel au fils du comte palatin du Rhin Jean Casimir, qui vient avec ses mercenaires menacer Paris. Malgré la victoire du duc de Guise à Dormans sur l’avant-garde, Henri III doit s'incliner. Le 6 mai 1576, il accorde l'édit de Beaulieu, autrement appelé la paix de Monsieur dont son frère François sort principal gagnant. Henri III lui accorde le titre de duc d'Anjou. Les protestants obtiennent quant à eux de très nombreux avantages, ce qui renforce la rancœur des catholiques et contribue à faire naître les premières ligues.
Humilié, Henri III ne cherche qu'à prendre sa revanche. Il doit tout d'abord réunir à la fin de l'année les états généraux à Blois dans le but de combler les déficits budgétaires causés par la guerre. Sous la pression des députés catholiques, Henri III décide de reprendre la guerre contre les protestants. Auparavant, il a pris soin de se réconcilier avec son frère qui, comblé de bienfaits, marche à ses côtés. Henri de Montmorency se rallie également à la cause royale. Ainsi débute la sixième guerre de Religion qui se déroule principalement en Languedoc. La ville de Montpellier, prise par les protestants, voit sa citadelle rasée par les troupes catholiques. Le 17 septembre 1577, la paix de Bergerac est signée entre les belligérants et l'édit de Poitiers restreint quelque peu les libertés accordées aux protestants dans l'édit précédent.

### Une puissance encore fragile
Henri III laisse à sa mère Catherine de Médicis le soin de parfaire la paix. Elle effectue un séjour à Nérac où elle réconcilie le couple Navarre et signe le 28 février 1579, un édit accordant aux protestants trois places de sûreté en Guyenne et onze places en Languedoc, pour une durée de six mois. Elle entame ensuite un grand tour du royaume de France.
Les efforts de la reine-mère n'empêchent pas la guerre de se rallumer très brièvement. En 1580, la 7e guerre de Religion appelée « guerre des Amoureux », éclate en France. Elle sera de très courte durée et le frère du roi François, duc d'Alençon et d'Anjou, négocie la paix du Fleix le 26 novembre 1580. Les négociateurs prévoient une trêve de six ans.
Toujours sur les conseils de sa mère, Henri III soutient les ambitions du duc d'Alençon aux Pays-Bas, tout en le désavouant devant l'ambassadeur espagnol. Conscient des fragilités du pays, le roi ne veut pas se risquer à un conflit ouvert avec l'Espagne. Ses relations avec Philippe II d'Espagne sont alors au plus bas. En 1582, la France soutient Antoine, prétendant au trône du Portugal, alors que Philippe II occupe le pays. Commandée par Philippe Strozzi, la flotte française est lourdement mise en échec à la bataille des Açores, permettant l'annexion de l'Empire portugais par l'Espagne. Les Français sont exécutés sans pitié et Strozzi trouve la mort.
La même année, les Français échouent également aux Pays-Bas avec la retraite désastreuse de François d'Anjou. Après la furie française d'Anvers, le prince français doit se retirer faute de moyens, ce qui amène les Espagnols à reprendre le contrôle de la Flandre, qu'ils avaient perdu. Devant la montée en puissance de l'Espagne, Henri III resserre plus que jamais l'alliance avec la reine Élisabeth Ire d'Angleterre et reçoit l'ordre de la Jarretière.

### Sa façon de gouverner
Henri III est un chef d'État qui aime prendre connaissance des affaires du royaume et entend être au courant de tout. Dans son conseil, il s'entoure de juristes compétents, comme le comte de Cheverny ou Pomponne de Bellièvre.

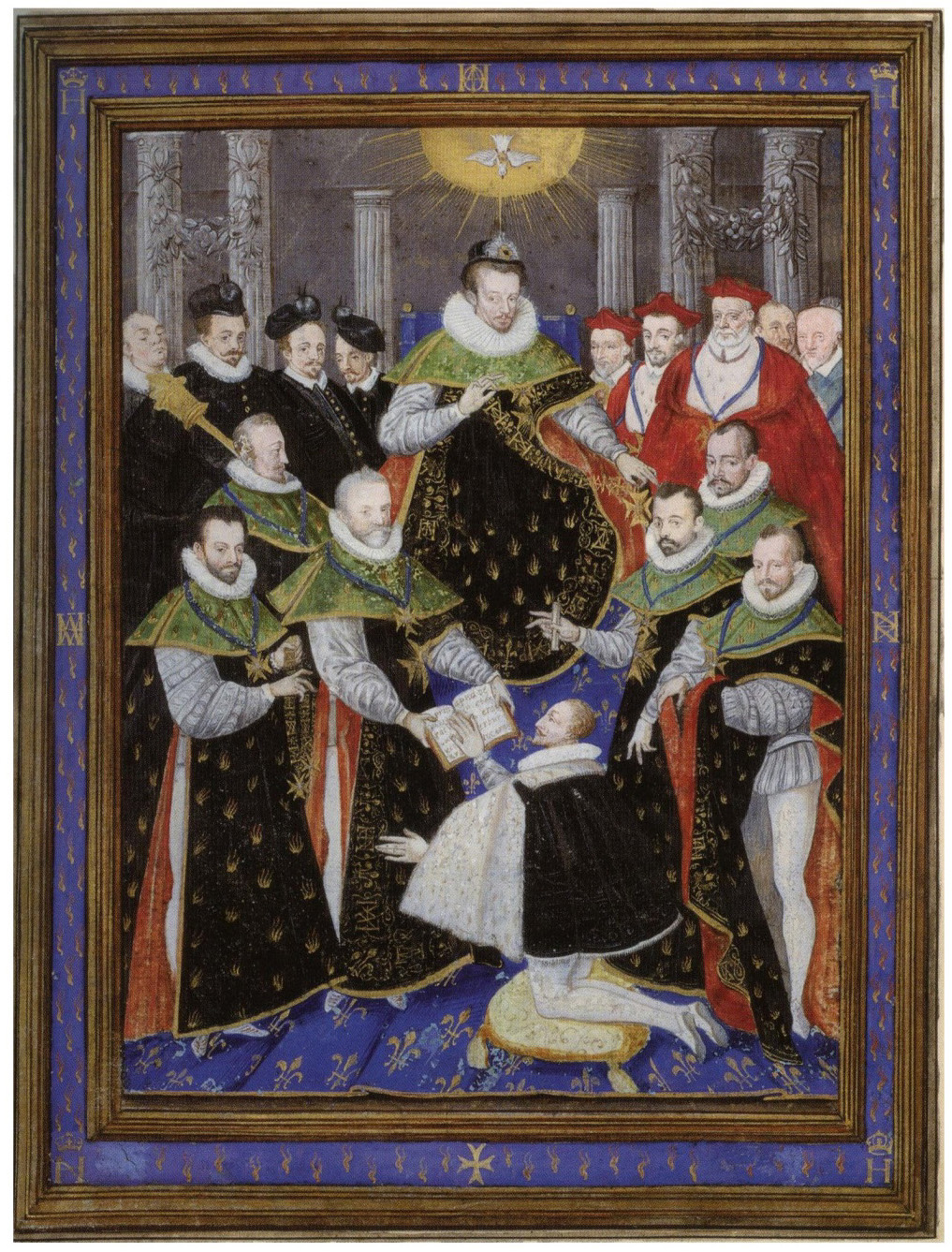
préside la première cérémonie de l'ordre du Saint-Esprit, enluminure de Guillaume Richardière, 1586.

À la cour, il aime promouvoir des hommes de noblesse moyenne, à qui il va donner de très hautes responsabilités, à l'image des ducs Anne de Joyeuse et d'Épernon. Henri III veut s'appuyer sur ces hommes neufs, qui lui sont complètement dévoués, pour régner. De cette façon, Henri III marginalise les plus grandes familles nobles, qui pourraient constituer un obstacle au pouvoir royal. Sa cour voit donc apparaître des favoris qui connaissent, grâce au roi, une fortune fulgurante et qu'on va appeler vulgairement les mignons. Pour concrétiser ce projet il crée en 1578 l'ordre du Saint-Esprit, un ordre de chevalerie très prestigieux qui rassemble autour de la personne royale les gentilshommes les plus distingués de la haute société.

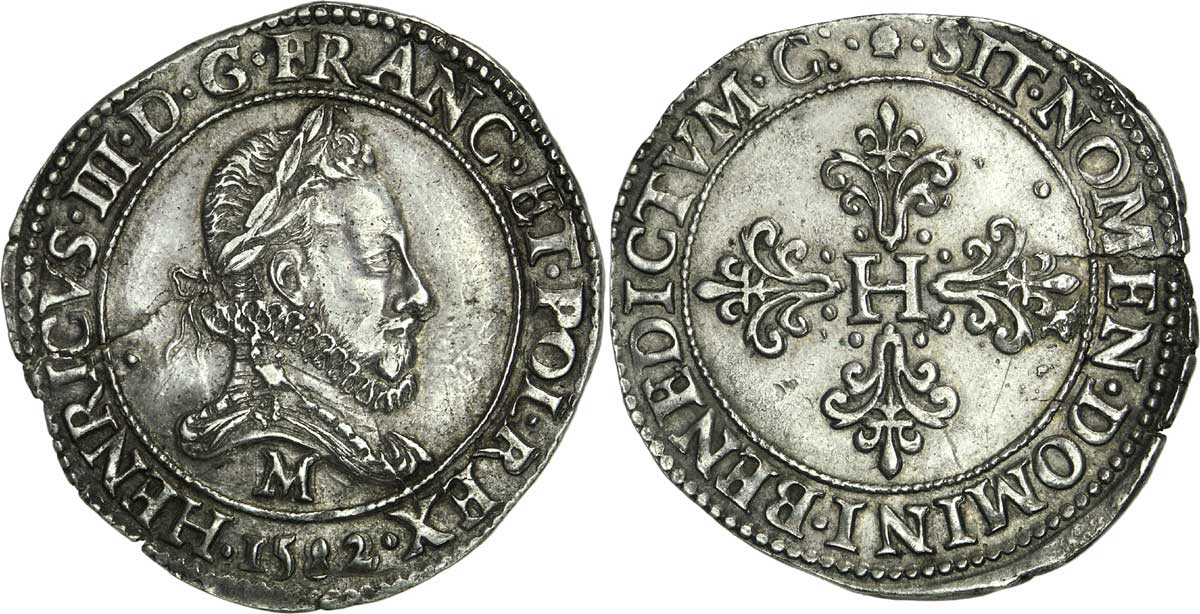
Franc d' au col fraisé.

Le roi aime impressionner ses sujets et organise des fêtes somptueuses, comme celles données en l'honneur du duc Anne de Joyeuse en 1581. À cette occasion, on joue à la cour le somptueux Ballet comique de la reine.
Le souverain offre également d'importantes sommes d'argent en récompense aux serviteurs les plus zélés. Toutes ces dépenses, fortement critiquées ne manquent pas d'approfondir la dette du Royaume mais, pour le roi, qui n'hésite pas à emprunter d'importantes sommes au Grand Prévôt Richelieu (père du cardinal de Richelieu) ou au financier Scipion Sardini, la restauration de la puissance royale demeure la priorité.
Par ailleurs, Henri III organise plusieurs réformes importantes, notamment des réformes monétaires devant régler les problèmes financiers du Royaume.
Le souverain rend également l'étiquette de la cour plus stricte, préfigurant ainsi celle de Versailles un siècle plus tard. Comme Louis XIV ultérieurement, Henri III cherche à mettre sa majesté en valeur. C'est ainsi qu'apparaissent les barrières qui empêchent les courtisans de s'approcher de la table et du lit royal.

### La Ligue

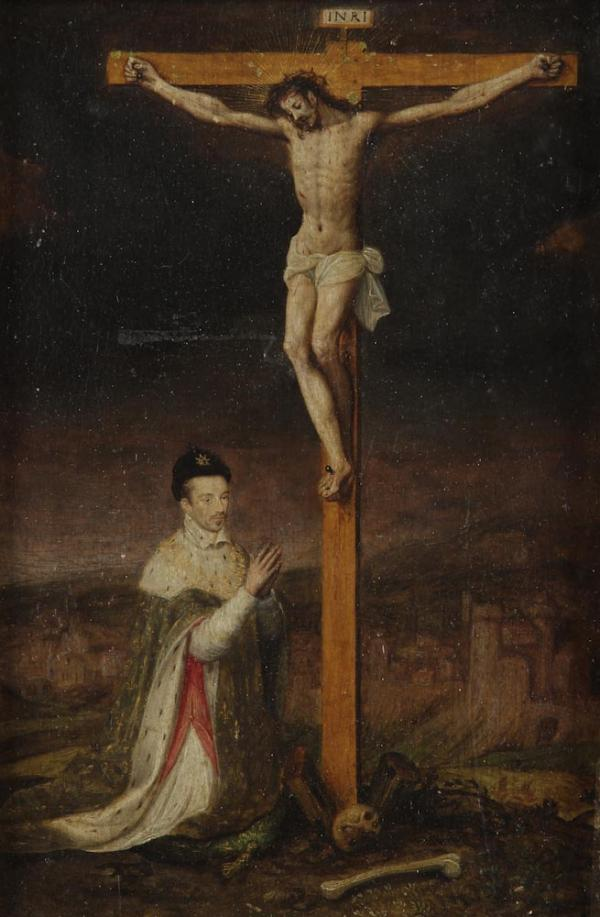
agenouillé aux pieds du Christ en croix (vers 1580).

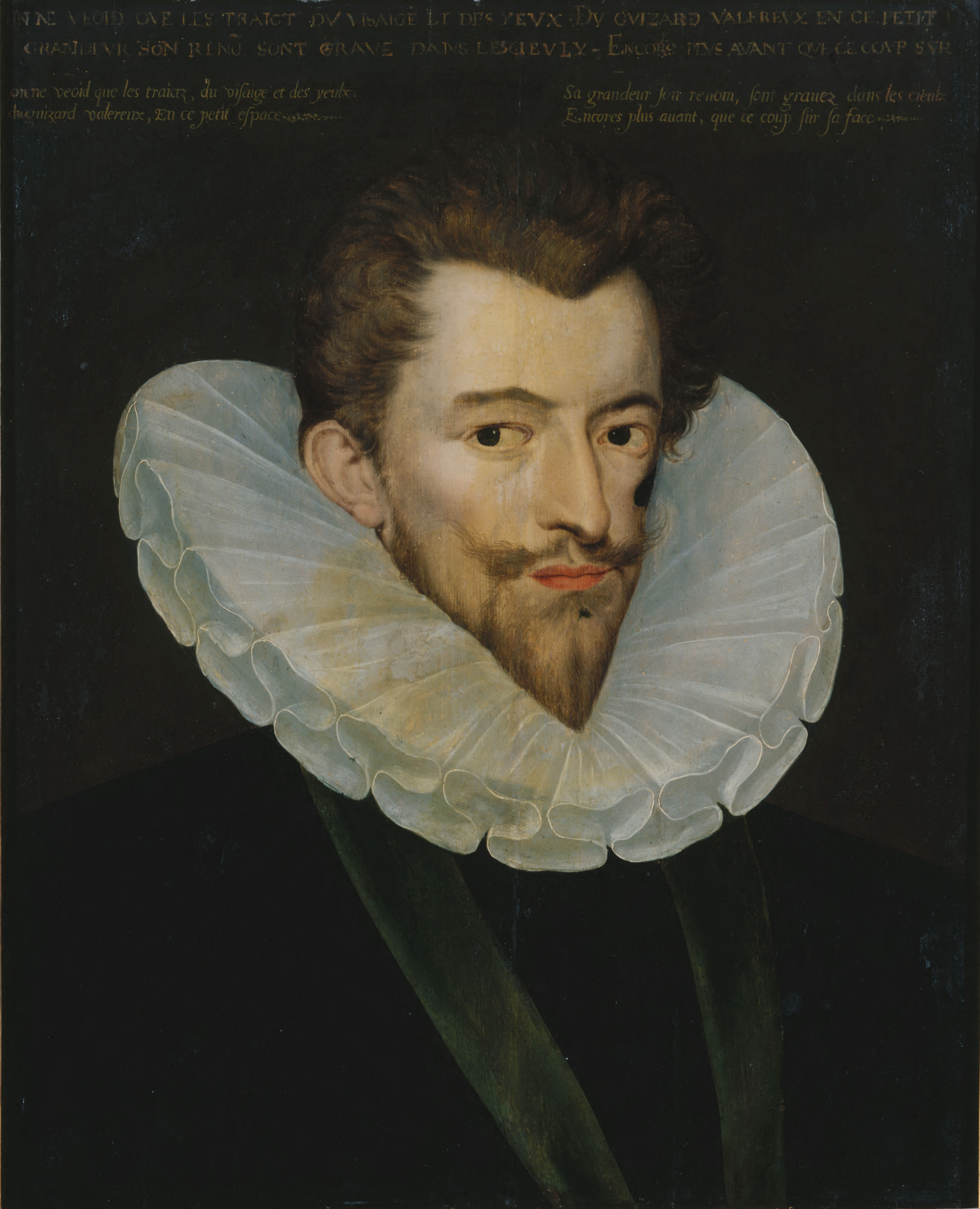
Le duc Henri de Guise, peintre anonyme, musée Carnavalet (vers 1580-1585).

La paix relative accommodée pendant quelques années dans le Royaume se voit minée lorsque François, le frère du roi, meurt de tuberculose en 1584 sans enfant. Henri III lui-même ne parvient pas à en avoir. Enceinte au début de son mariage, la reine Louise n'a conçu que de faux espoirs. La dynastie des Valois est donc condamnée à s'éteindre. Selon la loi salique, l'héritage de la couronne reviendrait à la maison de Bourbon dont le chef, protestant, s'avère être Henri, roi de Navarre. Pour les catholiques, l'accession au trône d'un huguenot demeure rédhibitoire ; même la réconciliation entre le roi de France et le roi de Navarre est inacceptable.
Le duc Henri Ier de Guise, craignant l'arrivée sur le trône d'Henri de Navarre, signe avec l'Espagne un traité secret. Contre 50 000 écus mensuels, le duc s'engage à empêcher Henri de devenir roi de France et à placer plutôt le cardinal de Bourbon, catholique, sur le trône.
Sous la pression de la Ligue et de son chef, le très populaire duc de Guise, Henri III se voit contraint de signer le traité de Nemours le 7 juillet 1585. Le roi s'y engage à « bouter les hérétiques hors du royaume » et à faire la guerre à Henri de Navarre, son propre héritier. La huitième et dernière guerre de Religion commence. On la nomme « guerre des Trois Henri », car Henri de Guise, Henri III de France, et Henri III de Navarre incarnent les trois belligérants.
En février 1587, Henri reçoit une lettre de Marie Stuart sur le point d'être exécutée par Élisabeth Ire, reine d'Angleterre. Quelque temps plus tard, la France rend hommage à son ancienne reine, Marie. En mars 1587, alors qu'il est en visite à Saint-Germain-en-Laye, Henri III manque de se faire enlever par la faction de la Ligue catholique et du roi d'Espagne. Cette conspiration bientôt découverte, échoue,.

### Dernières années de règne

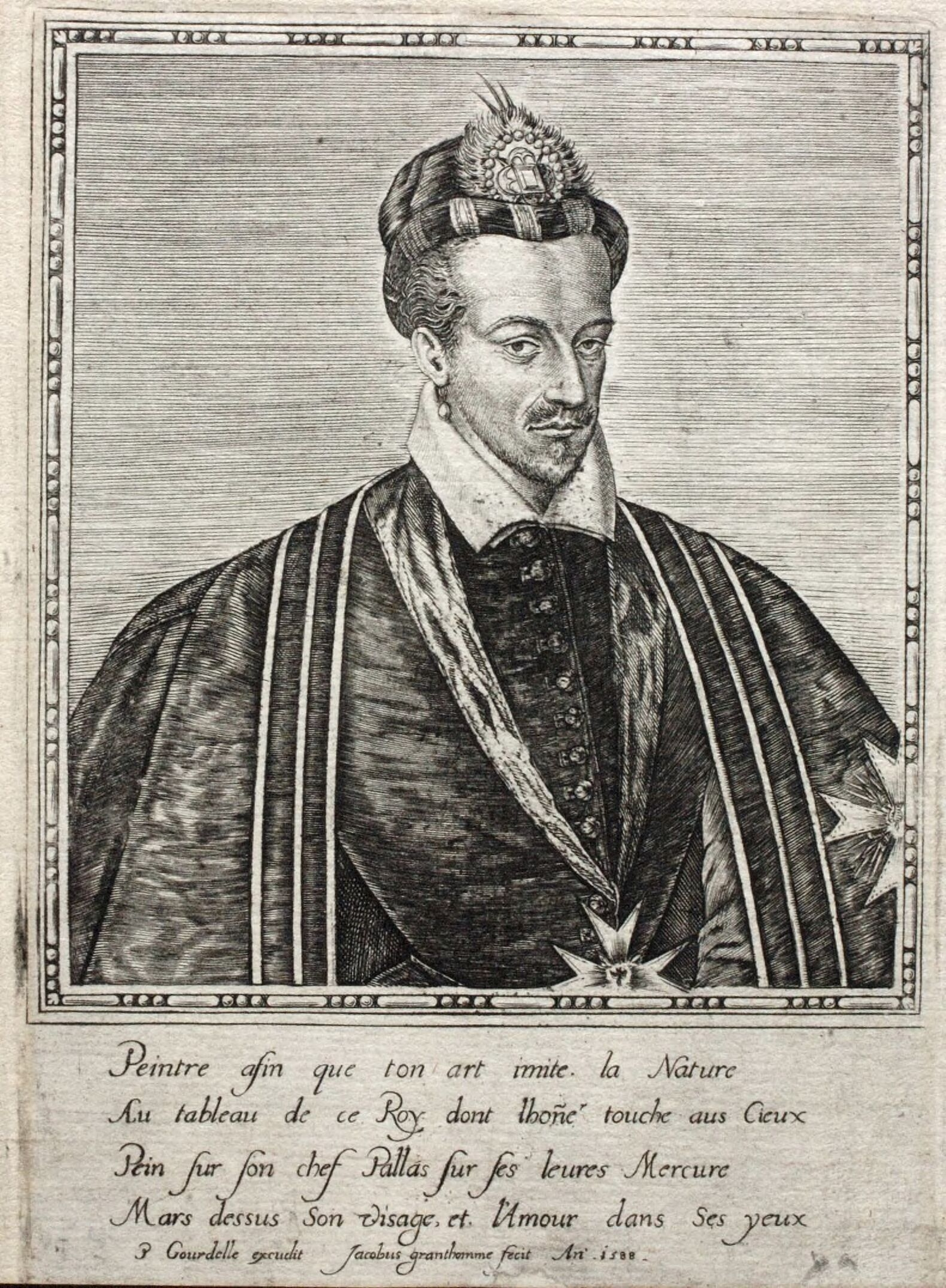
par Jacques Granthomme (vers 1588). Marqué par les malheurs de son temps, le roi adopte une vie austère et consacrée à la prière. En respectant la liturgie romaine, le roi et sa chapelle assistaient quotidiennement aux offices de la liturgie des Heures, à partir de cinq heures du matin, selon les bréviaire romain et missel romain.

Le 20 octobre 1587, à la bataille de Coutras, les troupes catholiques du roi dirigées par le duc Anne de Joyeuse se heurtent à celles d'Henri de Navarre, en route depuis La Rochelle pour rallier une armée de 35 000 huguenots qui doit marcher sur Paris. Pour l'armée catholique, la confrontation tourne à la catastrophe : 2 000 de ses soldats y périssent, alors qu'Henri de Navarre n'en perd que quarante. Le duc de Joyeuse est tué, ainsi que son frère Claude de Saint-Sauveur.
Les ambitions de la Ligue catholique et l'ampleur du mouvement qu'elle représente font ombrage au roi qui la prend en haine. Henri III tente par tous les moyens de freiner son expansion. Très vite, un fossé se creuse entre lui et les milieux catholiques urbains. Les catholiques lui reprochent son manque de vitalité et d'utilité dans la guerre contre les protestants. Henri III, en effet, se préoccupe davantage des ambitions de la Ligue que des protestants. L'image du roi, ridiculisé par les pamphlets de la Ligue et par les sermons des curés parisiens, se détériore considérablement dans les milieux populaires. Le 8 mai 1588, le duc Henri de Guise, malgré l'interdiction qui lui en avait été faite, entre à Paris. Craignant une prise de pouvoir des ultra-catholiques, Henri III fait, le 12 mai, entrer les Suisses et les Gardes-Françaises dans la capitale, ce qui déclenche une insurrection. C'est la journée des barricades. Le 13 mai 1588, le roi quitte Paris pour Chartres.
Le 1er août 1588, Catherine de Médicis et Henri de Guise se rendent à Chartres et demandent au roi de revenir à Paris. Il refuse. Dissimulant son intention de se débarrasser de la Ligue, il signe à Rouen l'édit d'union qui fait siennes les intentions de la Ligue. Dans le but d'obtenir des crédits pour poursuivre la guerre, il convoque les états généraux à Blois et congédie les membres de son conseil les plus fidèles, Bellièvre, Cheverny et Villeroy, même le duc d'Épernon, bête noire de la Ligue, est officiellement disgracié.
Croyant rétablir son autorité par un « coup de majesté », il fait assassiner le duc de Guise le 23 décembre au matin et le lendemain, son frère le cardinal de Guise, jugé aussi dangereux que son frère, à coups de hallebarde. À Blois, il fait arrêter les ligueurs et les membres de la famille des Guise. Le 5 janvier 1589, il est au chevet de sa vieille mère qui meurt dans la nuit. L'assassinat du duc de Guise provoque le soulèvement immédiat de la France ligueuse. À Paris, la Sorbonne délie de son serment de fidélité le peuple de France, alors que les prêcheurs appellent au meurtre. Toutes les villes et les provinces suivent, à l’exception de Tours, Blois et Beaugency, proches du roi, et Bordeaux (tenue par Matignon), Angers (d’Aumont) et le Dauphiné (d’Ornano). Abandonnant Blois, le roi se réfugie à Tours le 6 mars 1589. Isolé, traqué par le duc de Mayenne près d’Amboise, Henri III se voit contraint de se réconcilier et de traiter avec le roi de Navarre le 3 avril 1589. Les deux hommes (Henri III et Henri de Navarre futur Henri IV) se rencontrent au Plessis-lèz-Tours le 30 avril 1589. Troupes royales et troupes protestantes s'unissent alors pour combattre la Ligue. Henri de Navarre s'étant porté sur Chinon, le chef de la Ligue Charles de Mayenne lance son offensive contre Tours le 8 mai 1589. Alors qu'il s'est rendu à l'abbaye de Marmoutier, sur la rive droite de la Loire, pour entendre la messe, Henri III manque d'être surpris par l'avant-garde ligueuse menée par le chevalier d'Aumale. Les assaillants donnent l'assaut contre le faubourg Saint-Symphorien, qui est sauvagement pillé. Dans les Îles de la Loire et sur le pont, l'engagement se montre d'une extrême violence. Bien que les royaux aient perdu deux fois plus d'hommes que les ligueurs, ils restent maîtres de la ville de Tours grâce aux renforts huguenots de François de Coligny (fils du fameux amiral Gaspard II de Coligny). Les royalistes se rallient peu à peu, et permettent aux rois de France et de Navarre de faire campagne pour aller assiéger Paris, plongé dans un délire fanatique. Les deux rois ont réuni une armée de plus de 30 000 hommes qui s'apprête à assiéger la capitale. Le duc d'Épernon les rejoint avec un renfort de 15 000 hommes principalement composés de Suisses. Paris est alors défendue par 45 000 hommes de la milice bourgeoise, armée par le roi d'Espagne Philippe II.

### Assassinat

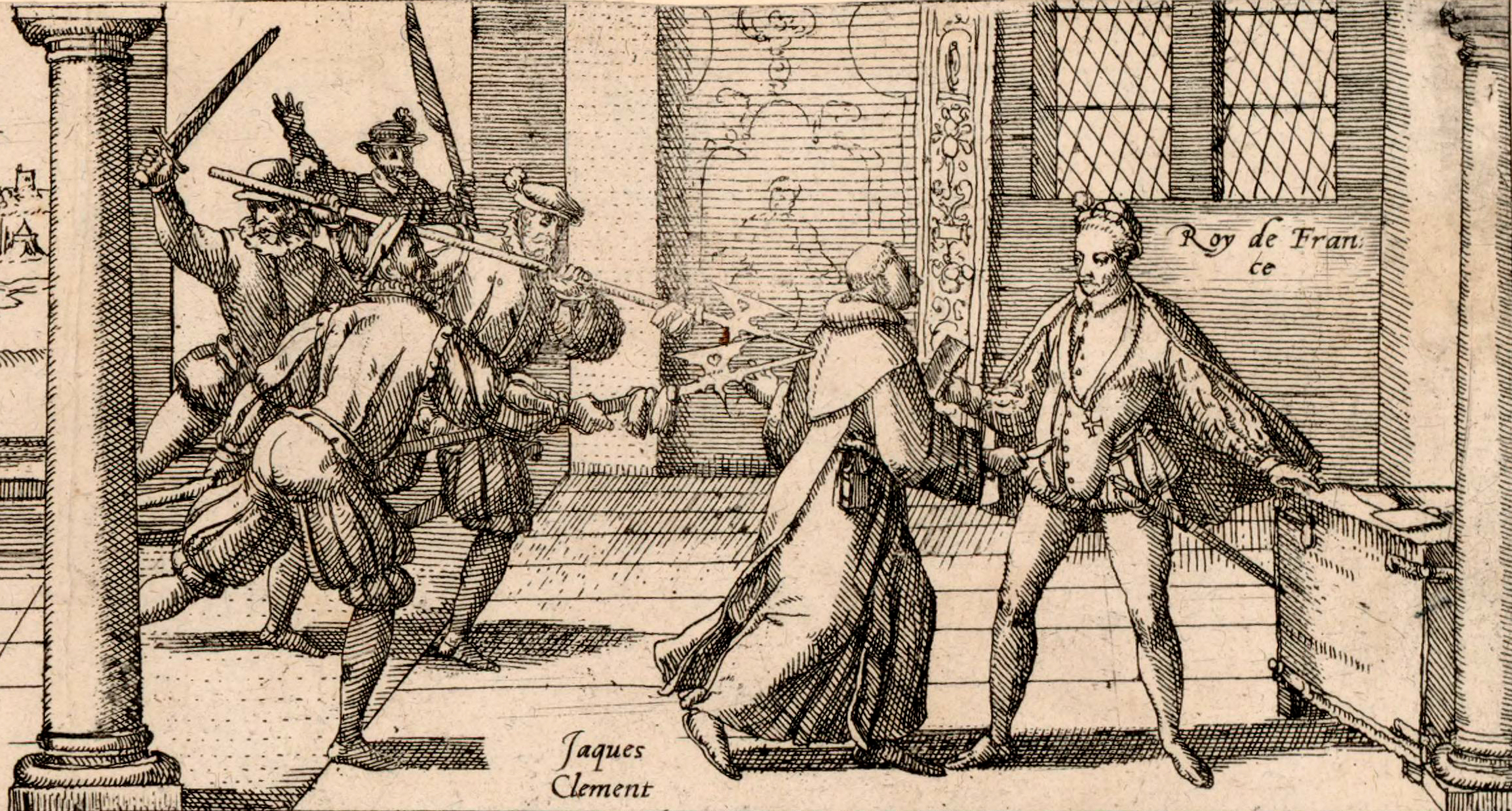
Assassinat du roi par le moine Jacques Clément.
Détail d'une estampe gravée par Frans Hogenberg, Paris, BnF, département des estampes, XVIe siècle.

Installé à Saint-Cloud dans l'attente du siège de Paris, le 1er août 1589, vers huit heures du matin, Henri III accueille sur sa chaise percée, le procureur général accompagné d’un dominicain ligueur, Jacques Clément, qui se dit porteur de nouvelles en provenance du Louvre. Devant l'insistance du religieux à vouloir parler en privé avec le souverain, Roger de Bellegarde, premier gentilhomme de la Chambre, laisse le moine s'approcher du roi. Selon les versions des chroniqueurs de l'époque, le roi reste sur sa chaise percée ou se lève pour s'entretenir dans l'embrasure d'une fenêtre,. Jacques Clément en profite pour frapper le roi au bas ventre avec le couteau qu'il tient dissimulé sous son habit. Henri III s'exclame : « Ah, mon Dieu ! », puis arrache le couteau de son intestin perforé et frappe son assaillant au visage en s'écriant : « Méchant, tu m'as tué ! ». Ce sont deux soldats du régiment de Comblanc qui introduisirent Jacques Clément dans le camp d'Henri III.
Au bruit, les gardes du roi, les fameux Quarante-cinq, accourent, transpercent le moine de leurs épées et le jettent par la fenêtre. Dans un premier temps, les médecins minimisent la gravité de la blessure, remettent les intestins en place et recousent la plaie. Henri III parvient à dicter des lettres aux villes qui lui obéissent afin de couper court aux rumeurs. À sa femme restée à Chenonceau, il affirme même que dans quelques jours, il pourra monter de nouveau à cheval. Toutefois, à l'occasion d'une visite de son cousin Henri de Navarre, le roi de France aurait harangué ses serviteurs de respecter les règles de passation de pouvoir en reconnaissant le roi de Navarre comme son successeur légitime.
Le soir venu, la péritonite progresse et ses souffrances augmentent. Après une douloureuse agonie, il meurt le 2 août 1589 vers 3 heures du matin. Henri de Navarre lui succède sous le nom d'Henri IV.
Henri III est le dernier souverain de la maison capétienne de Valois, laquelle a régné sur la France de 1328 (avènement de Philippe VI de Valois) à 1589.

## HenriIII: un prince ambigu, entre piété humaniste et excentricité
Les contemporains d'Henri III et les mémorialistes du début du XVIIe siècle ont abondamment souligné l'ambivalence de la personnalité du dernier des Valois. Selon le chroniqueur Pierre de L'Estoile, qui écrit à l'époque de la mort d'Henri III, « Ce Roy étoit un bon prince, s’il eût rencontré un meilleur siècle ». En dépit de sa personnalité parfois dépeinte comme excentrique et des fortes réticences qu'il a pu susciter au sein de la noblesse française de l'époque, Henri III était aussi un prince humaniste ancré dans les pratiques culturelles courantes dans les cours monarchiques de son temps.

### Homme de cour extravagant et prince des lettres

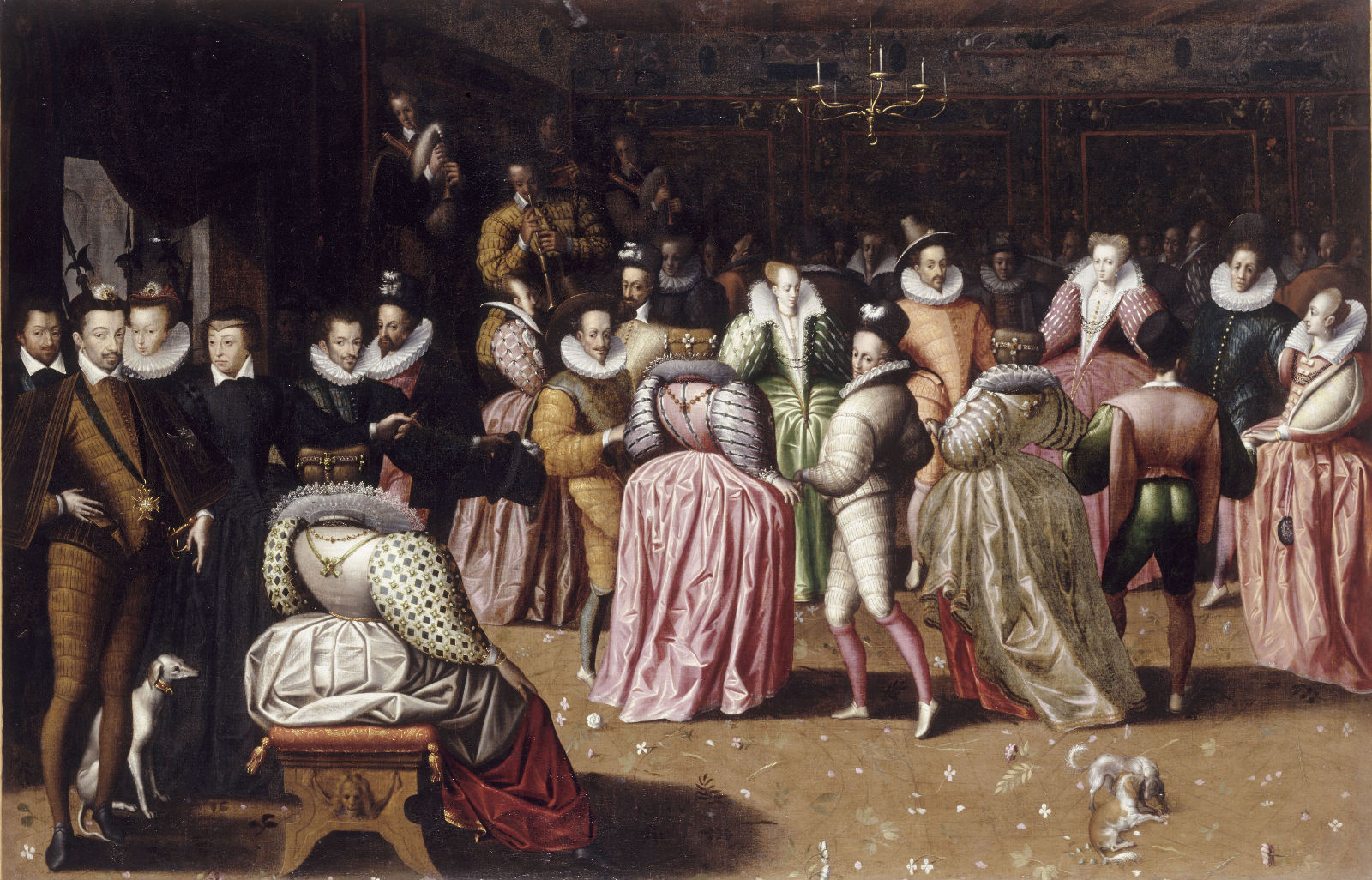
Bal à la cour du roi en présence de la reine, de la reine mère, des ducs de Guise et de Mayenne.
Paris, musée du Louvre, vers 1580.

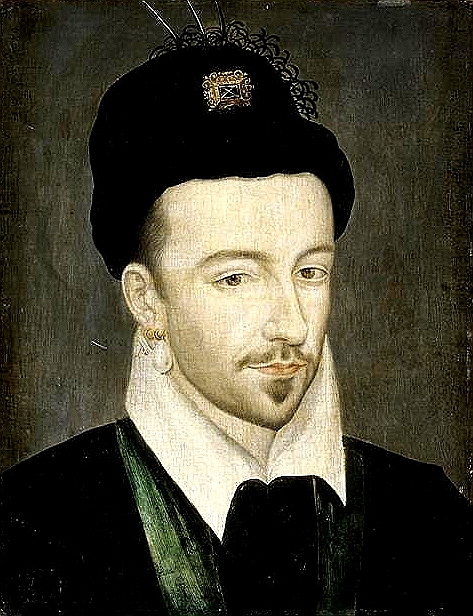
met à la mode le port de la perle blanche en simple pendant d'oreille.

#### Une figure d'excentrique?
Henri III est décrit par ses contemporains comme un homme de contrastes. Les chroniqueurs de la fin du XVIe siècle le dépeignent ainsi comme un souverain fier (au sens péjoratif du terme, arrogant), extravagant et excentrique. En accord avec les usages du temps et son éducation dans la famille royale, il faisait montre de toutes les manières distinguées et solennelles propres aux monarques de la Renaissance, tout en revendiquant, avec un excès dénoncé à l'époque, une culture de cour centrée sur les divertissements et les plaisirs de la chair.
Henri III semble avoir frappé ses contemporains pour le contraste perpétuel entre sa capacité à incarner, d'une part, les codes classiques de la majesté royale, à l'image de ses prédécesseurs directs, tout en introduisant des innovations en matière vestimentaires et cosmétiques : il semble avoir été constamment soucieux de renouveler la mode vestimentaire et d'introduire dans son costume personnel ce qui apparaît, à l'époque, comme des extravagances, à l'instar des boucles d'oreilles et des fraises imposantes qui sont présentes sur nombre de ses portraits. Formé dans un milieu humaniste, le roi encourage le monde des lettres et le mécénat royal en protégeant directement des écrivains (Desportes, Montaigne, du Perron). Il s'adonne lui-même régulièrement à la pratique philosophique et, malgré son opposition politique aux protestants, il fait venir l'imprimeur Estienne à Paris pour lui permettre d'exercer.
Henri III est aussi dépeint comme un souverain horrifié par la violence physique, refusant ainsi de pratiquer la chasse, l'escrime en public, et se désintéressant assez ouvertement des pratiques guerrières et de la conduite des armes. Il semble aussi avoir été préoccupé, dans des proportions nouvelles, par son hygiène corporelle. Henri III préfère ainsi travailler dans son cabinet avec ses ministres plutôt que de mener ses campagnes militaires et de chevaucher dans le royaume, d'autant plus que sa santé s'avère assez fragile. Il souffre ainsi de divers maladies récurrentes au cours de son règne, qui le confinent souvent à la vie de palais et à la chambre : gale, coliques néphrétiques, ophtalmies, fistules à l'oreille et au nez. Il mène malgré tout plusieurs campagnes militaires, pendant les guerres de religion, et malgré son aversion présumée pour la violence, donne l'ordre de tirer sur le prince de Condé à la bataille de Jarnac.

#### Un souverain pieux et traversé de mystique chrétienne
Henri III fut souvent dépeint comme un homme d'une intelligence vive, marquée par les grandes vertus théologales et chrétiennes. Il fait ainsi montre de mansuétude et pardonne régulièrement aux villes rebelles capturées pendant les guerres de religion. Il multiplie les envois diplomatiques pour éviter les conflits sanglants, malgré quelques revers.
Éduqué dans la plus stricte foi catholique, conformément à la tradition monarchique française et à la position de la maison royale des Valois dans le cadre des guerres de Religion, Henri III est décrit comme un souverain profondément croyant, dont la piété et la mystique allèrent grandissantes pendant son règne. Il semble ainsi que les malheurs de la fin de son règne aient exacerbé son rapport à la pénitence, convaincu d'être amené, par l'épreuve voulue par Dieu, à se repentir publiquement et à faire montre d'une foi exacerbée en public. Le roi semble avoir été convaincu que ses maux, l'absence d'héritier, de même que les afflictions de son royaume étaient causés par ses péchés. Il passait donc son temps à se mortifier dans des monastères où, pendant quelques jours, il prenait une retraite spirituelle. Il participait aussi de manière ostentatoire à plusieurs processions de pénitents. Séduit par la piété des confréries de pénitents lorsqu'il séjourna en Avignon, à son retour de Pologne en 1574 il institua le 20 mars 1583 la Confrérie des pénitents blancs de l'Annonciation Notre-Dame, dont il était un membre actif.

### Vie intime et sexualité

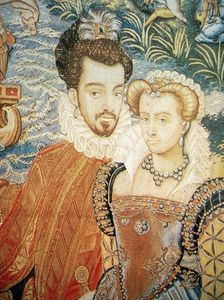
Henri III et Louise de Lorraine, détail d'une des tapisseries de la tenture des Valois, Florence, galerie des Offices, XVIe siècle.

Les contemporains d'Henri III nous ont décrit le roi comme un homme appréciant beaucoup les femmes. Si ses amantes sont assez peu connues, c'est qu’Henri III ne leur a jamais conféré le titre de maîtresse officielle.
Dans sa jeunesse, Henri III se fait remarquer par une fréquentation assidue des femmes, au point que sa réputation et sa santé en pâtissent. En 1582, l'ambassadeur italien Lorenzo Priuli dit : « Le roi a aussi eu quelques maladies pour avoir fréquenté dans sa jeunesse trop familièrement les femmes. » Michelet attribue faussement la dégénérescence des trois derniers Valois à la syphilis de François Ier. Mais on sait aujourd'hui que cette affection n'est pas héréditaire. En revanche, il est possible qu'Henri II ait contaminé son épouse Catherine de Médicis et que celle-ci ait transmis la bactérie tréponème pâle de cette maladie à ses enfants.
Parmi ses maîtresses les plus célèbres figurent Louise de La Béraudière (de plus de vingt ans son aînée), Françoise Babou de la Bourdaisière (mère de Gabrielle d'Estrées) et Renée de Rieux, issues de la moyenne noblesse. Il fréquente également lors de son périple italien qui le ramène de Pologne en juin 1574, Veronica Franco, une courtisane vénitienne fort renommée à l'époque. À la même date, il entretient aussi une relation platonique avec la princesse de Condé, Marie de Clèves, pour qui il éprouve une passion démesurée. Sa mort survenue brutalement en 1574 conduit le roi à prendre un deuil particulièrement ostensible qui étonne la cour.
Après son mariage avec Louise de Lorraine, les aventures d’Henri III paraissent plus discrètes. Par respect pour son épouse qu’il aime, il organise ses rendez-vous avec les dames galantes à l’écart du palais, dans des hôtels particuliers parisiens. Fait exceptionnel, Henri III a choisi Louise de Lorraine pour sa beauté et son esprit et non pas pour des raisons politiques, comme c’est le cas pour la plupart des mariages royaux. Louise de Lorraine tient une place très importante dans la vie sentimentale et spirituelle du roi. Un jour que Catherine de Médicis entre dans ses appartements sans se faire annoncer, elle la surprend en intimité sur les genoux de son mari. Cette intimité quasi exceptionnelle du couple royal n'empêche toutefois pas le roi de poursuivre ses aventures furtives avec une multitude de jeunes filles belles et enjouées (mesdemoiselles d’Assy, de La Mirandole, de Pont, de Stavay, ou encore une des sœurs de Gabrielle d’Estrées). Louise de Lorraine et Catherine de Médicis, toutes les deux fort pointilleuses sur la moralité à la cour, possèdent alors suffisamment d’influence sur le roi pour faire chasser ces maîtresses d’un jour.

### Ses favoris

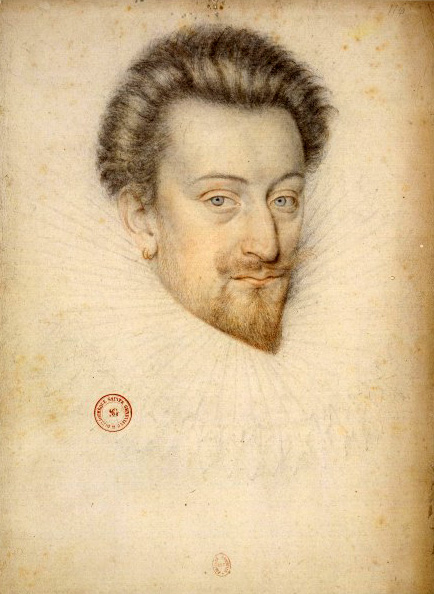
Anne, duc de Joyeuse.

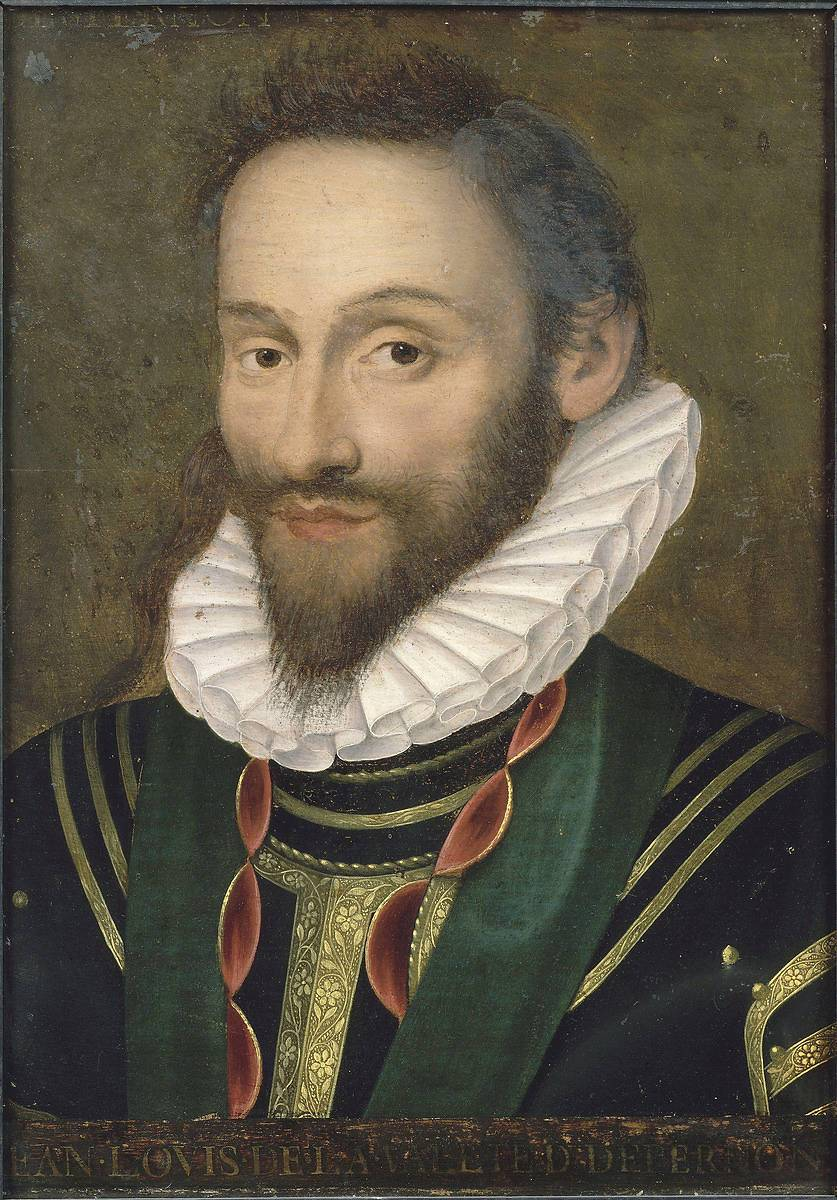
Jean-Louis de Nogaret de La Valette, duc d'Épernon.

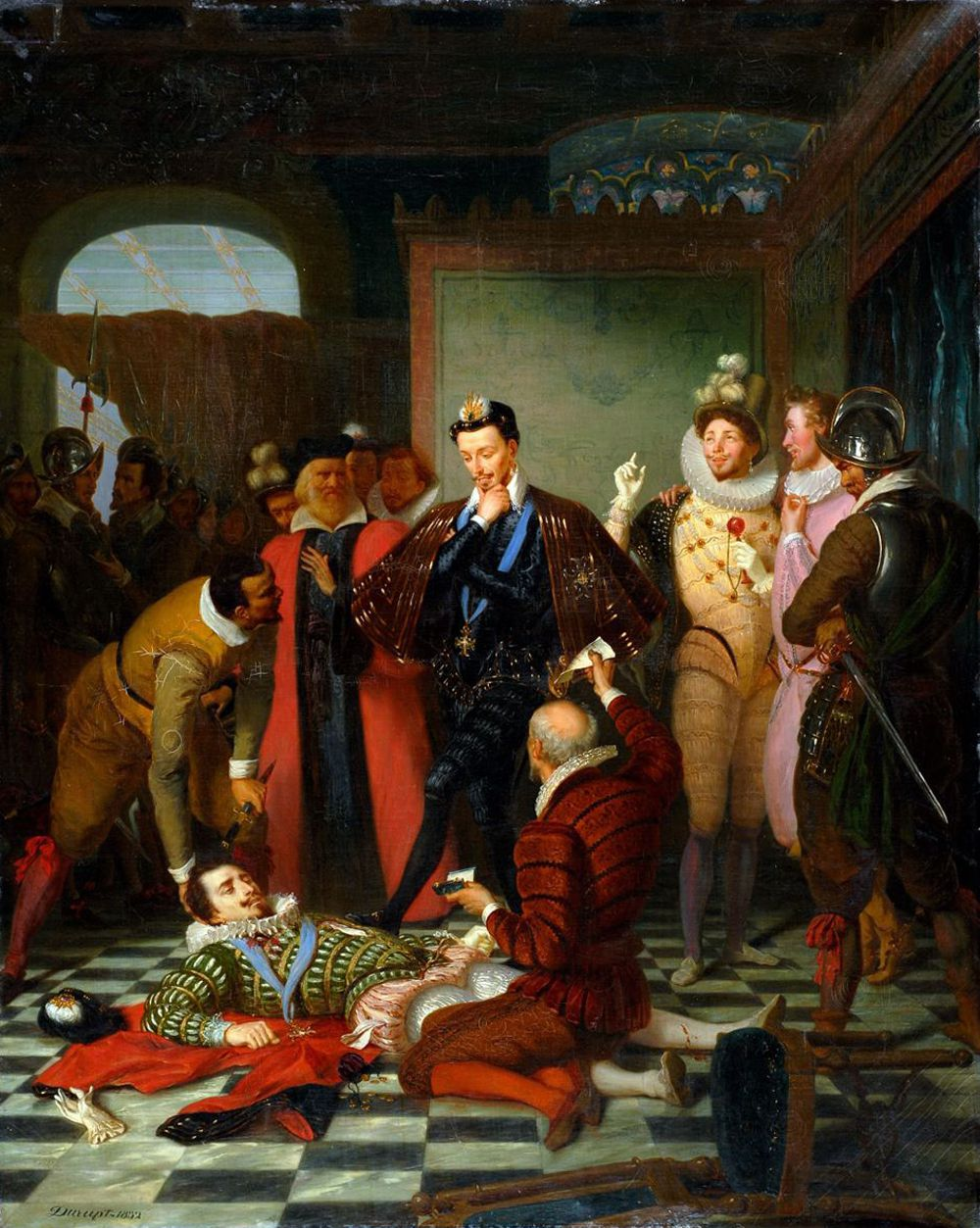
poussant du pied le cadavre du duc de Guise, peinture romantique de Charles Durupt, musée des Beaux-Arts de Blois (1832).
À droite de la composition, l'artiste dépeint deux mignons portant des pourpoints de couleur jaune et rose. Leur attitude maniérée ainsi que le bilboquet arboré par l'un d'entre eux soulignent leur caractère frivole, conformément aux représentations héritées des propagandes huguenote et ligueuse.

Longtemps, l'image véhiculée d'Henri III a été indissociable de celle de ses favoris plus couramment appelés « mignons », terme pourtant déjà en vogue au XVe siècle. Au XIXe siècle, c'est un thème à la mode et plusieurs peintres et auteurs romantiques s'y sont essayés. Henri III est alors décrit de manière caricaturale, représenté en compagnie d'éphèbes efféminés, aux costumes excentriques et aux passe-temps frivoles comme le jeu du bilboquet.
En raison des nombreux témoignages sur le côté entreprenant d'Henri III auprès des femmes, l'image longtemps répandue de l'homosexualité stricte du roi a été remise en cause par des historiens. Une source importante qui évoque des aventures masculines s'avère une source partisane, celle du diplomate savoyard Lucinge. Cet ennemi de la France, et par conséquent peut-être non retenu par un devoir de réserve ou par la flatterie, écrit que le roi a été initié aux amours masculines par René de Villequier. Les autres textes allusifs à l'homosexualité sont issus des pamphlets rédigés par des ligueurs radicaux, des calvinistes intransigeants ou encore par des membres du parti des Malcontents dans l'entourage du frère du roi François d'Alençon ayant perdu la faveur royale qui promeut alors des hommes nouveaux appartenant à la « noblesse seconde » du Royaume dans l'entourage du dernier Valois. Le raffinement des costumes, les nouvelles pratiques de cour, l'accès plus restreint au roi constituent autant d'éléments qui irritent la haute-noblesse traditionnelle et remettent en cause le mode de gouvernementalité prévalant jusqu'au milieu du XVIe siècle selon lequel le roi gouverne par conseil de sa noblesse. Les écrivains comme L'Estoile ou Brantôme, pourtant connus pour leurs informations scabreuses, n'accordent aucun crédit à ces rumeurs et mettent en exergue, quant à eux, la passion du roi pour les femmes. En revanche, D'Aubigné, calviniste forcené, et Ronsard, proche du duc d'Alençon, n'hésitent pas nombre de fois dans des vers à brocarder le roi sur le sujet :
« Le roi comme l'on dit, accole, baise et lèche

De ses poupins mignons le teint frais, nuit et jour ;

Eux pour avoir argent, lui prêtent tour à tour

Leurs fessiers rebondis et endurent la brèche. »
L'ambiguïté de l'image d'Henri III trouve peut-être également son explication dans la propagande, particulièrement violente, suscitée contre lui par la Ligue. L'appel au soulèvement s'accompagne dans les derniers mois de son règne d'une violente vague de calomnies destinées à pervertir l'image du roi dans l'esprit des Français. Le changement de dynastie n'a pas vraiment permis d'établir le portrait le plus impartial de ce roi attaqué et l'image trouble d'Henri III a continué de se perpétuer. En dépit des efforts de sa veuve, la reine Louise, et sa demi-sœur, la duchesse d'Angoulême, pour obtenir un soutien en faveur du défunt roi, ni Henri IV, trop soucieux de ménager les Guise, ni l'Église n’ont examiné objectivement la vie privée de ce roi, ni même cherché à punir les coupables de son assassinat.
En l'état actuel des recherches, on ne peut trancher sur la nature exacte de la sexualité d'Henri III (hétérosexuel, homosexuel ou bisexuel). Les perceptions contradictoires quant à la sexualité d'Henri III se retrouvent dans les œuvres de fiction : si, dans le roman La Reine Margot d'Alexandre Dumas, le prince est décrit comme hétérosexuel, l'adaptation cinématographique du roman réalisée en 1954 par Jean Dréville le représente, sous les traits de Daniel Ceccaldi, comme un homosexuel efféminé, tandis que la version suivante, réalisée en 1994 par Patrice Chéreau et où il est interprété par Pascal Greggory, en fait un pervers décadent, avant tout homosexuel mais également attiré par les femmes (en l'occurrence par sa sœur Marguerite).
Le film Elizabeth de 1998 le présente lors de son voyage pour courtiser la reine d'Angleterre comme un excentrique grivois, amateur de jeunes hommes et de travestissement. Dans sa fresque historique, Robert Merle (Le Prince que voilà, 1982) loue le sens de l'État d'Henri III et le défend contre les calomnies.

## Titulature complète
Par ordre chronologique :
- 1551-1574 : duc d'Angoulême
- 1560-1574 : duc d'Orléans
- 1566-1573 : duc d'Anjou
- 1566-1574 : duc de Bourbon
- 1566-1574 : comte de Forez, d'Agen, de Rouergue
- 12 novembre 1567-1573 : lieutenant général du royaume
- 1569-1574 : comte d'Auvergne
- 1573-1575 : roi de Pologne et grand-duc de Lituanie
- 1574-1589 : roi de France
- 1574-1589 : comte de Forcalquier

### Armoiries

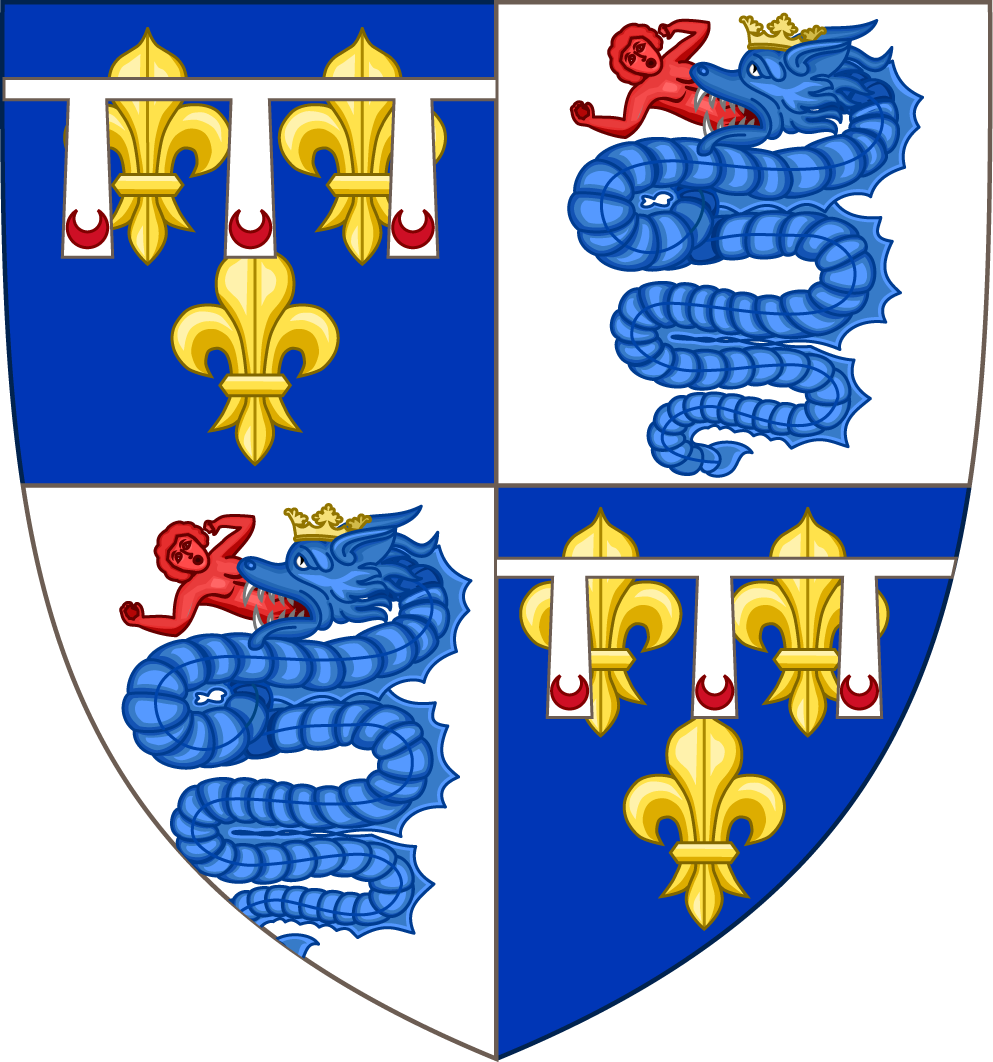
Armoiries comme fils de France (1551-1559).
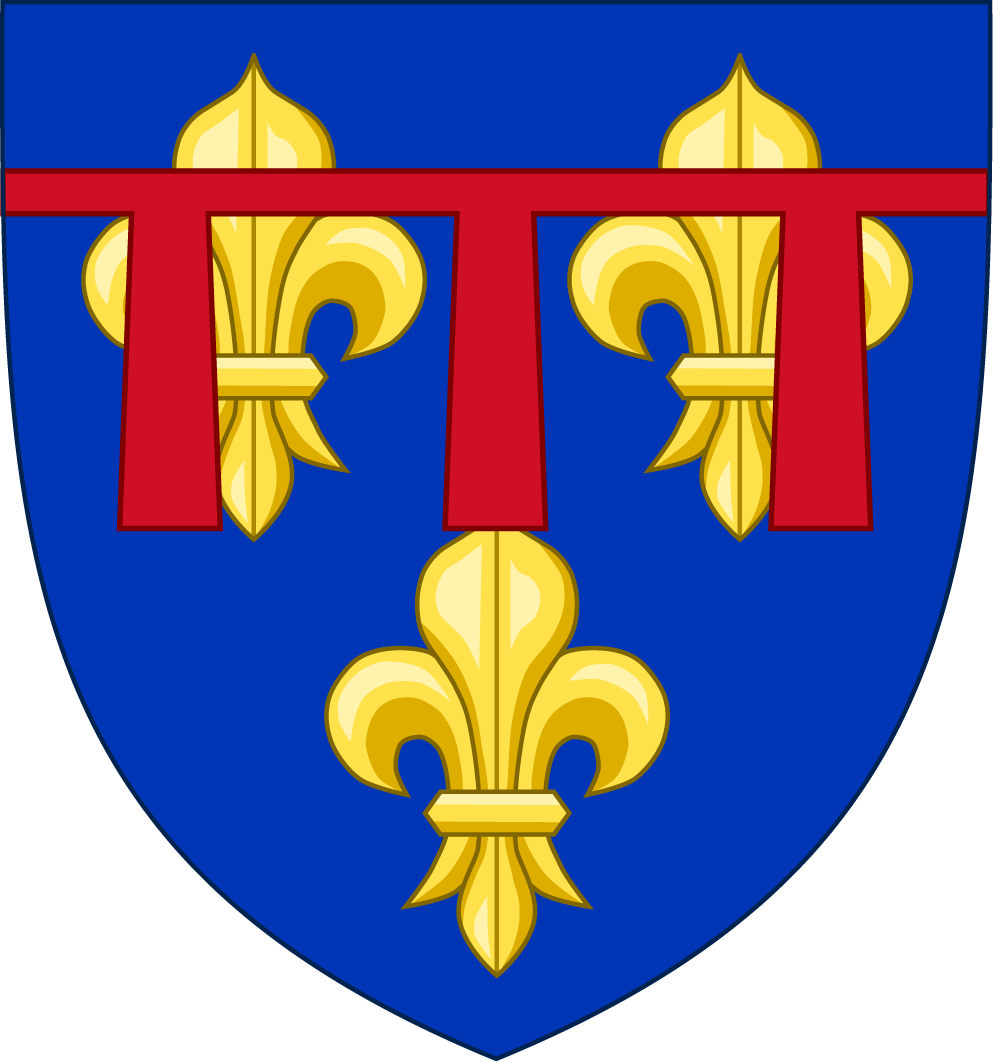
Armoiries comme fils de France (1559-1573).
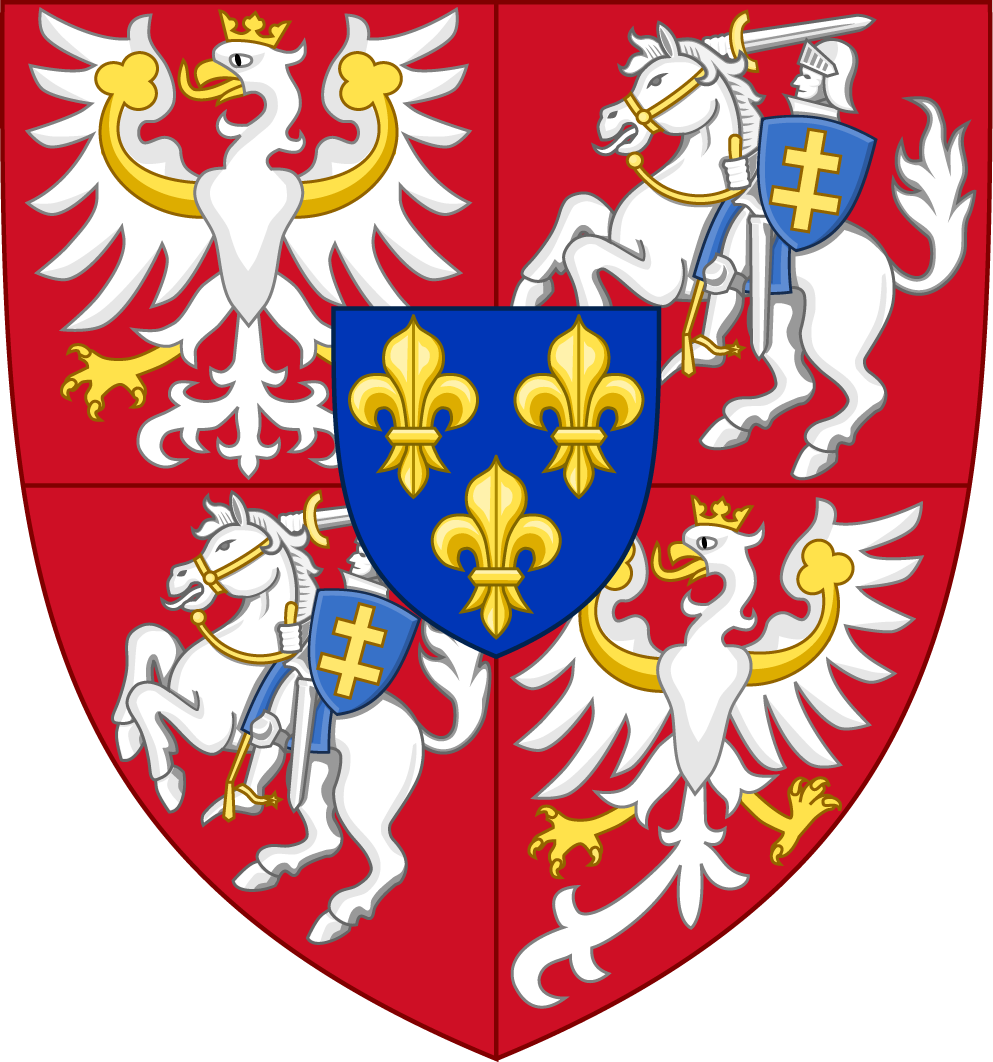
Armoiries comme roi de la république des Deux Nations (1573-1574).
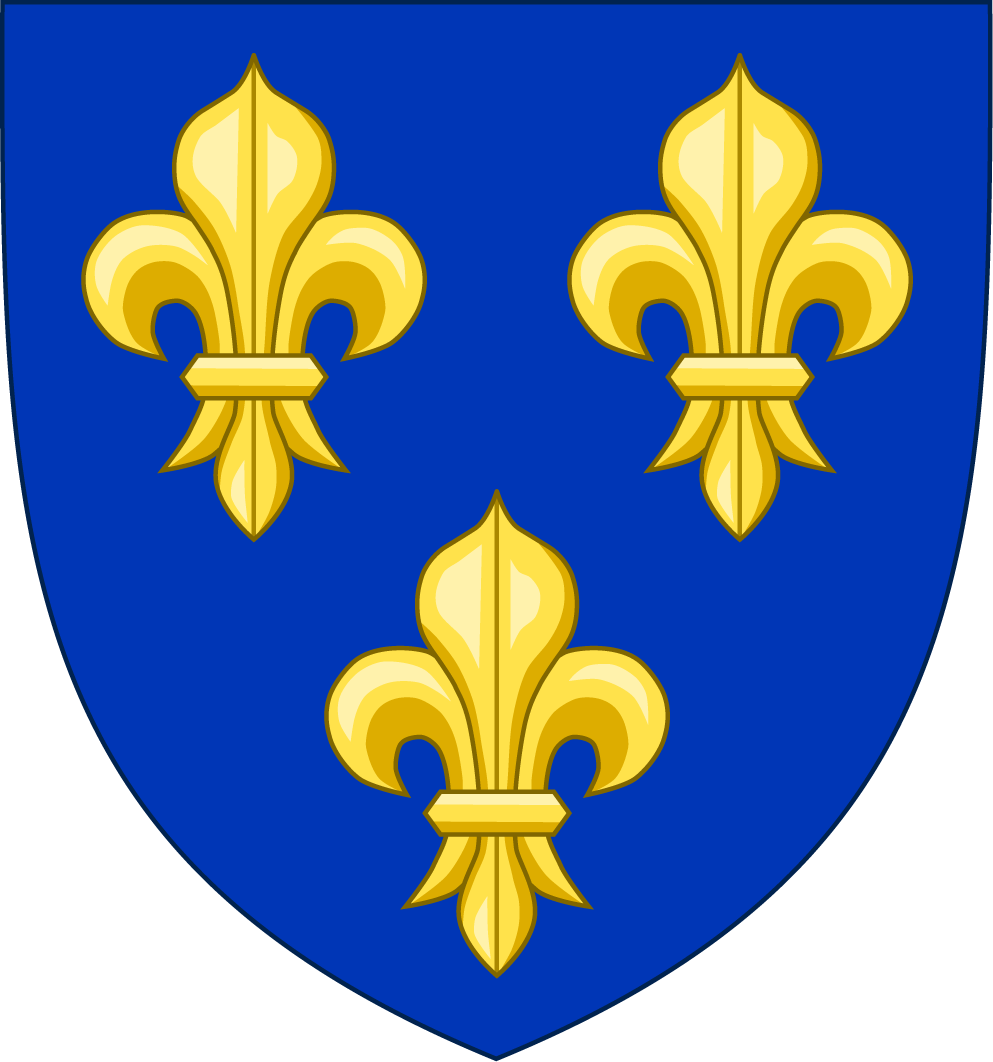
Armoiries comme roi de France (1574-1589).

### Personnalités du règne d' (1574-1589)

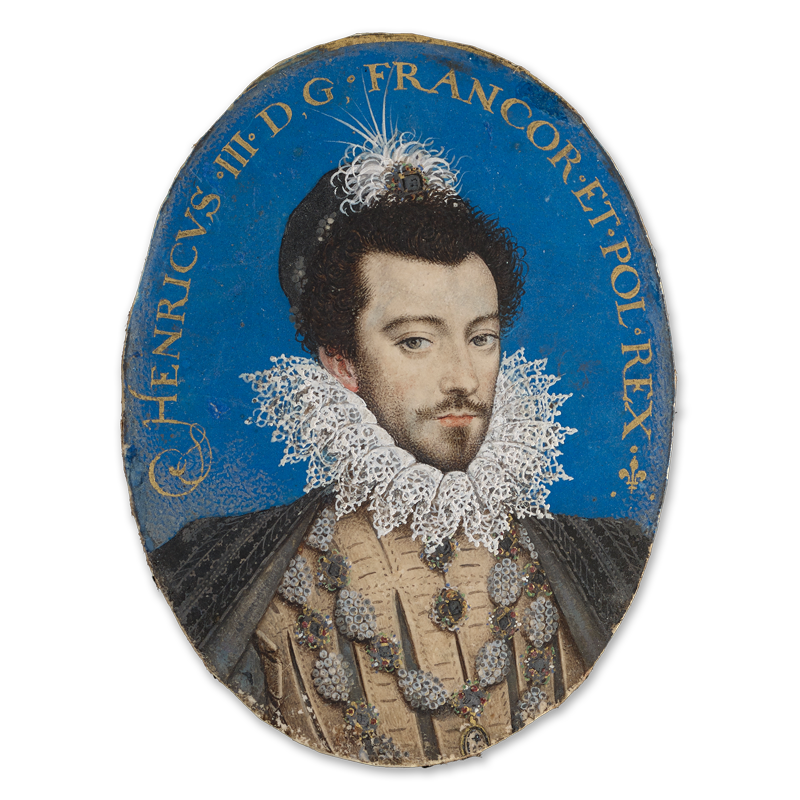
peint par Nicholas Hilliard, vers 1576, aquarelle sur parchemin monté sur carton, collection Djanogly.